# Juan de Ciscara
Juan de Ciscara fue un ingeniero militar español del siglo XVII.
En 1670 levantó las primeras murallas de La Habana y en 1680 fue enviado a Manila como sargento mayor de la guarnición e ingeniero de la plaza, dirigiendo numerosas obras militares y civiles, así como la construcción del templo del Rosario.
Fue también gobernador de las provincias de Orán y Panay.